# 陆斯云
陆斯云（1985或1986－），希岸酒店创始人及CEO。2020年年底，希岸酒店在大中华地区规模达到800家店，覆盖全球六大国家。

## 人物经历
2003年，毕业于广东肇庆中学，后考上中山大学岭南学院。大学毕业后曾服务于宝洁大中华区，任宝洁大中华区市场总监。现任希岸酒店创始人及CEO。
2014年，离开宝洁之后，直接跨界闯入了酒店行业。
2015年，创立希岸酒店品牌，第一家希岸酒店在上海开业。
截至2020年，希岸酒店全球规模超1200家、开业门店超650家，覆盖全球6个国家及中国超过200个城市。

## 公益事业
2019年，发起关注女性儿童单独出行安全的“蓝丝带行动”。
2020年，联合壹心理面向社会开放心理援助服务。
2021年，全国开放500家门店就业及公益培训项目机会，助力待就业女性群体。
2022年，捐赠66万元用于建造4所小学图书馆。